# 北海道セントラルガス
北海道セントラルガス株式会社（ほっかいどうセントラルガス）はかつて存在した北海道札幌市白石区に本社を置く、プロパンガスを主力とするエネルギー販売会社。
セントラル石油瓦斯グループの一員である。
シンボルマークは緑地の家の真ん中にハートマークがあり右手に「暮らしの真ん中にいつも。セントラルガス」となっている。

## 沿革
- 1966年 - 創立。
- 2002年 - 札幌北営業所と苫小牧営業所を開設。セントラル石油瓦斯より北海道地区の卸売部門が移管される。
- 2003年 - ISO 14001を認証取得。北海道の元気企業に選ばれる。
- 2004年 - 消費者軒数が1万戸を突破する。
- 2007年 - セントラル石油瓦斯の北海道事業部の一員となる。
- 2020年4月1日 - イワタニセントラル北海道株式会社に合併し解散。

## 事業所
- 本社・オートガススタンド・充填所・灯油基地 - 札幌市白石区中央1条3丁目3-76
- 札幌北営業所 - 札幌市北区新琴似九条1丁目1-12
- 室蘭営業所・充填所・灯油基地 - 室蘭市港北町1-1-1

## オートガススタンド
- 本社に隣接し、営業時間は平日・土曜日は午前7時30分〜翌日午前2時、日曜日・祝日は午前7時30分〜午前0時までとなっている。
- 個人タクシーの比率が高いことで知られる。

## 展示会
- セントラル石油瓦斯グループで行なわれている展示会の原型は北海道セントラルガスが元となっていると言われている。
- 札幌地区は9月上旬に行なわれている。
  - 当初は札幌市中央区のNTTセミナーセンターを会場としていたが、2004年度からは札幌市厚別区のアクセス札幌が会場となっている。採算面から2007年度は中止された。2008年度は各営業所にて行われた。
- 室蘭地区は9月中旬に行なわれている。
  - 当初は本輪西駅近くの本輪西会館が会場であったが、2004年度からは東室蘭駅近くのパレスホテルを会場としていた。
  - 2007年度からはベルクラシックむろらんを会場としている。

## 特徴
- セントラル石油瓦斯グループは昭和シェル石油からプロパンガスや灯油の仕入を行なっているが、昭和シェル石油は北海道に製油所がないため、昭和シェル石油色が薄い会社であるといえる。ただし2004年10月から2006年11月までは昭和シェル石油から社長が派遣されていた。
- 役員を除き、長年セントラル石油瓦斯グループ内での人事交流が少なかったことから、セントラル石油瓦斯の子会社であるという認識は社員の間では薄い。
- 2006年12月からは北洋銀行から役員が派遣されている。

## 関連会社
- セントラル石油瓦斯株式会社
- イワタニセントラル東北株式会社
- 福島セントラルガス株式会社
- 富山セントラルガス株式会社
- 中央セントラルガス株式会社
- 長島セントラルガス株式会社
- 株式会社セントラルガスセンター